# Кримінальний кодекс Казахстану (1997)
Кримінальний кодекс Казахстану (1997) (каз. Қазақстан Республикасының Қылмыстық Кодексі (1997)) — основний та єдиний закон у Республіці Казахстан, який регламентував злочинність та караність суспільно небезпечних діянь в Казахстані у період з 1 січня 1998 до 31 грудня 2014 року.
Цей Кримінальний кодекс був підписаний Президентом Казахстану Н. Назарбаєвим 16 липня 1997 року. Він набрав чинності з 1 січня 1998 року, замінивши Кримінальний кодекс Казахстану (Казахської РСР) 1959, що застосовувався до тих пір.
КК Казахстану 1997 р. традиційно складався із Загальної та Особливої частин і багато в чому був побудований за зразком Модельного кримінального кодексу для країн – держав СНД, а також під впливом КК Російської Федерації.  
Кримінальний кодекс Республіки Казахстан 1997 року втратив чинність з 1 січня 2015 року, коли був замінений  Кримінальним кодексом Республіки Казахстан від 3 липня 2014 року.